# Bains-sur-Oust
Bains-sur-Oust is een gemeente in het Franse departement Ille-et-Vilaine in de regio Bretagne. De plaats maakt deel uit van het arrondissement Redon. Bains-sur-Oust telde op 1 januari 2022 3.521 inwoners.

## Geografie
De oppervlakte van Bains-sur-Oust bedroeg op 1 januari 2022 44,63 vierkante kilometer; de bevolkingsdichtheid was toen 78,9 inwoners per km².

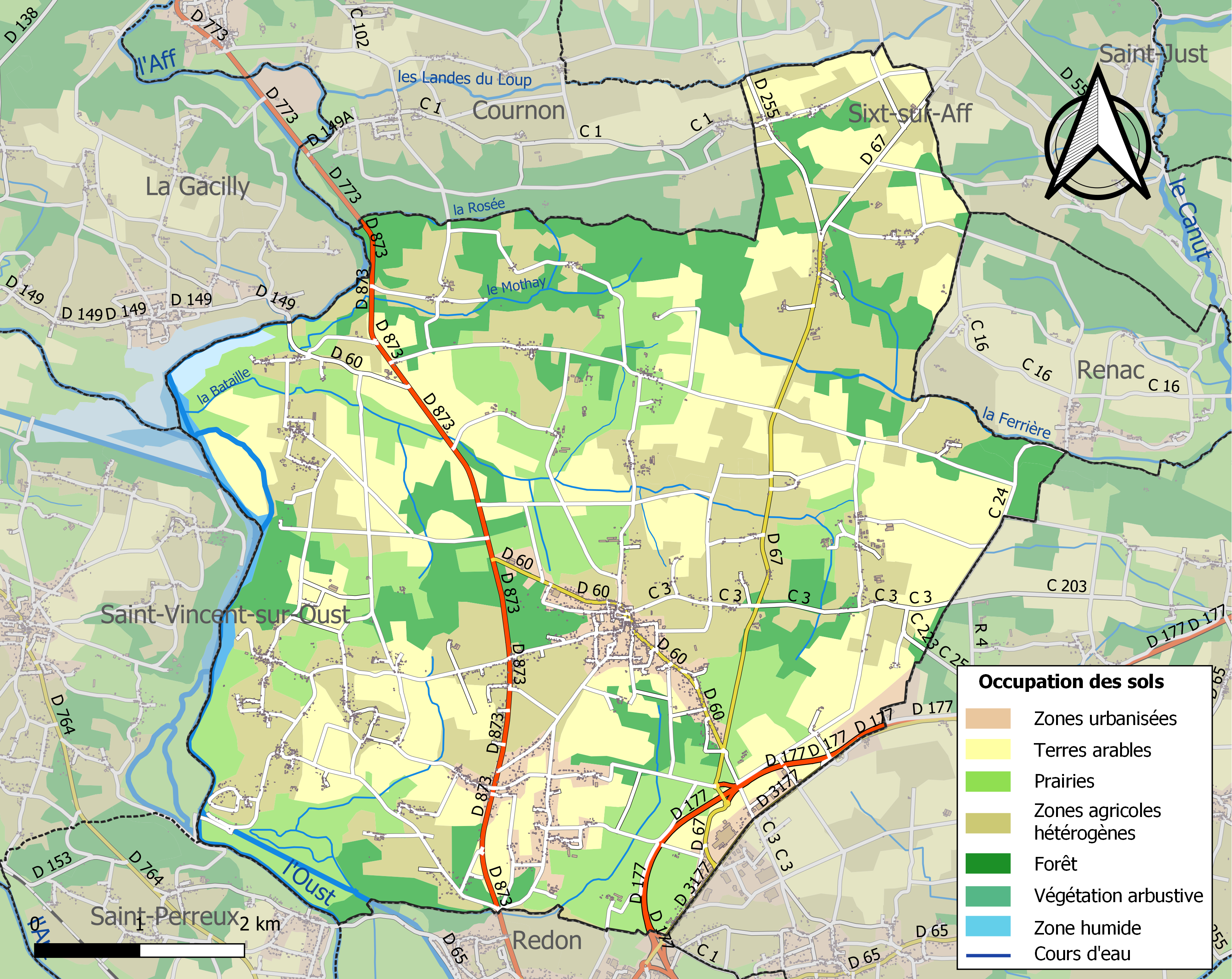
Kaart van de gemeente met belangrijkste infrastructuur, bodemgebruik en omliggende gemeenten

## Demografie
Onderstaande figuur toont het verloop van het inwonertal, bron: INSEE-tellingen. 